# Intercontinental GT Challenge 2025
Navigation
2024 2026
L'Intercontinental GT Challenge 2025 est la dixième saison de l'Intercontinental GT Challenge. Elle comprend cinq manches. La saison débute avec les 12 heures de Bathurst le 2 février et se termine aux 8 Heures d'Indianapolis le 18 octobre. Pour la première fois depuis 2019, le calendrier revient à cinq manches.

## Calendrier
Le calendrier provisoire a été dévoilé le 28 juillet 2024, lors de la conférence de presse annuelle des 24 Heures de Spa du SRO. Il comprend pour la première fois depuis 2019 cinq manches, avec l'arrivée des 1000 kilomètres de Suzuka,.
| Rond | Course                                | Circuit                                                     | Date                   | Rapport |
| ---- | ------------------------------------- | ----------------------------------------------------------- | ---------------------- | ------- |
| 1    | Repco 12 Heures de Bathurst           | Circuit du Mont Panorama, Bathurst, Australie               | 31 janvier – 2 février | Rapport |
| 2    | ADAC Ravenol 24 Heures du Nürburgring | Nürburgring Nordschleife, Nürburg, Allemagne                | 19 juin - 22 juin      | Rapport |
| 3    | CrowdStrike 24 Heures de Spa          | Circuit de Spa-Francorchamps, Stavelot, Belgique            | 26 – 29 juin           | Rapport |
| 4    | 1000 km de Suzuka                     | Suzuka International Racing Course, Suzuka, Japon           | 12–14 Septembre        | Rapport |
| 5    | 8 Heures d'Indianapolis par AWS       | Circuit automobile d'Indianapolis, Indianapolis, États-Unis | 16–18 Octobre          | Rapport |

## Pilotes et Ecuries
| Constructeur | Ecurie                                | Voiture                 | No. | Pilotes               | Classe | Manches |
| ------------ | ------------------------------------- | ----------------------- | --- | --------------------- | ------ | ------- |
| BMW          | Team WRT,                             | M4 GT3                  | 32  | Augusto Farfus        | P      | 1       |
| BMW          | Team WRT,                             | M4 GT3                  | 32  | Kelvin van der Linde  | P      | 1       |
| BMW          | Team WRT,                             | M4 GT3                  | 32  | Sheldon van der Linde | P      | 1       |
| BMW          | Team WRT,                             | M4 GT3                  | 46  | Raffaele Marciello    | P      | 1       |
| BMW          | Team WRT,                             | M4 GT3                  | 46  | Valentino Rossi       | P      | 1       |
| BMW          | Team WRT,                             | M4 GT3                  | 46  | Charles Weerts        | P      | 1       |
| Ferrari      | Arise Racing GT                       | 296 GT3                 | 26  | Will Brown            | P      | 1       |
| Ferrari      | Arise Racing GT                       | 296 GT3                 | 26  | Chaz Mostert          | P      | 1       |
| Ferrari      | Arise Racing GT                       | 296 GT3                 | 26  | Daniel Serra          | P      | 1       |
| Ferrari      | Arise Racing GT                       | 296 GT3                 | 36  | Jaxon Evans           | PA     | 1       |
| Ferrari      | Arise Racing GT                       | 296 GT3                 | 36  | Alessio Rovera        | PA     | 1       |
| Ferrari      | Arise Racing GT                       | 296 GT3                 | 36  | Brad Schumacher       | PA     | 1       |
| Ferrari      | Arise Racing GT                       | 296 GT3                 | 36  | Elliot Schutte        | PA     | 1       |
| Ferrari      | LM Corsa                              | 296 GT3                 | 60  | Giancarlo Fisichella  |        | TBC     |
| Ferrari      | LM Corsa                              | 296 GT3                 | 60  | Shigekazu Wakisaka    |        | TBC     |
| Ferrari      | LM Corsa                              | 296 GT3                 | 60  | TBA                   |        | TBC     |
| Mercedes-AMG | Grove Racing                          | AMG GT3 Evo             | 4   | Stephen Grove         | B      | 1       |
| Mercedes-AMG | Grove Racing                          | AMG GT3 Evo             | 4   | Brenton Grove         | B      | 1       |
| Mercedes-AMG | Grove Racing                          | AMG GT3 Evo             | 4   | Fabian Schiller       | B      | 1       |
| Mercedes-AMG | Goodsmile Racing & Team UKYO          | AMG GT3 Evo             | 4   | Tatsuya Kataoka       |        | TBC     |
| Mercedes-AMG | Goodsmile Racing & Team UKYO          | AMG GT3 Evo             | 4   | Kamui Kobayashi       |        | TBC     |
| Mercedes-AMG | Goodsmile Racing & Team UKYO          | AMG GT3 Evo             | 4   | Nobuteru Taniguchi    |        | TBC     |
| Mercedes-AMG | Heart of Racing by SPS                | AMG GT3 Evo             | 27  | Ian James             | B      | 1       |
| Mercedes-AMG | Heart of Racing by SPS                | AMG GT3 Evo             | 27  | Ross Gunn             | B      | 1       |
| Mercedes-AMG | Heart of Racing by SPS                | AMG GT3 Evo             | 27  | Zacharie Robichon     | B      | 1       |
| Mercedes-AMG | Supabarn Tigani Motorsport            | AMG GT3 Evo             | 47  | James Koundouris      | S      | 1       |
| Mercedes-AMG | Supabarn Tigani Motorsport            | AMG GT3 Evo             | 47  | Theo Koundouris       | S      | 1       |
| Mercedes-AMG | Supabarn Tigani Motorsport            | AMG GT3 Evo             | 47  | David Russell         | S      | 1       |
| Mercedes-AMG | Supabarn Tigani Motorsport            | AMG GT3 Evo             | 47  | Luke Youlden          | S      | 1       |
| Mercedes-AMG | 75 Express                            | AMG GT3 Evo             | 75  | Jules Gounon          | P      | 1       |
| Mercedes-AMG | 75 Express                            | AMG GT3 Evo             | 75  | Kenny Habul           | P      | 1       |
| Mercedes-AMG | 75 Express                            | AMG GT3 Evo             | 75  | Luca Stolz            | P      | 1       |
| Mercedes-AMG | Mercedes-AMG Team Craft-Bamboo Racing | AMG GT3 Evo             | 77  | Lucas Auer            | P      | 1       |
| Mercedes-AMG | Mercedes-AMG Team Craft-Bamboo Racing | AMG GT3 Evo             | 77  | Maximilian Götz       | P      | 1       |
| Mercedes-AMG | Mercedes-AMG Team Craft-Bamboo Racing | AMG GT3 Evo             | 77  | Jayden Ojeda          | P      | 1       |
| Mercedes-AMG | Scott Taylor Motorsport               | AMG GT3 Evo             | 222 | Craig Lowndes         | P      | 1       |
| Mercedes-AMG | Scott Taylor Motorsport               | AMG GT3 Evo             | 222 | Thomas Randle         | P      | 1       |
| Mercedes-AMG | Scott Taylor Motorsport               | AMG GT3 Evo             | 222 | Cameron Waters        | P      | 1       |
| Mercedes-AMG | Mercedes-AMG Team GMR                 | AMG GT3 Evo             | 888 | Maro Engel            | P      | 1       |
| Mercedes-AMG | Mercedes-AMG Team GMR                 | AMG GT3 Evo             | 888 | Mikaël Grenier        | P      | 1       |
| Mercedes-AMG | Mercedes-AMG Team GMR                 | AMG GT3 Evo             | 888 | Maxime Martin         | P      | 1       |
| Porsche      | The Bend Manthey EMA                  | Porsche 911 GT3 R (992) | 91  | Laurin Heinrich       | PA     | 1       |
| Porsche      | The Bend Manthey EMA                  | Porsche 911 GT3 R (992) | 91  | Morris Schuring       | PA     | 1       |
| Porsche      | The Bend Manthey EMA                  | Porsche 911 GT3 R (992) | 91  | Sam Shahin            | PA     | 1       |
| Porsche      | The Bend Manthey EMA                  | Porsche 911 GT3 R (992) | 91  | Yasser Shahin         | PA     | 1       |
| Porsche      | Absolute Racing                       | Porsche 911 GT3 R (992) | 911 | Matt Campbell         | P      | 1       |
| Porsche      | Absolute Racing                       | Porsche 911 GT3 R (992) | 911 | Ayhancan Güven        | P      | 1       |
| Porsche      | Absolute Racing                       | Porsche 911 GT3 R (992) | 911 | Alessio Picariello    | P      | 1       |
| Source :     |                                       |                         |     |                       |        |         |

| Icone | Classe     |
| ----- | ---------- |
| P     | Pro Cup    |
| S     | Silver Cup |
| PA    | Pro-Am Cup |
| B     | Bronze Cup |

## Résultats et Classement

### Championnat pilotes
| \| Pos. \| Pilotes \| Constructeur \| BAT \| NÜR \| SPA \| SUZ \| IND \| Points \| \| ---- \| ----------------------------------------------------------- \| ------------ \| --- \| --- \| --- \| --- \| --- \| ------ \| \| 1 \| Augusto Farfus Kelvin van der Linde Sheldon van der Linde \| BMW \| 1 \| \| \| \| \| 25 \| \| 2 \| Raffaele Marciello Valentino Rossi Charles Weerts \| BMW \| 2 \| \| \| \| \| 18 \| \| 3 \| Jules Gounon Kenny Habul Luca Stolz \| Mercedes-AMG \| 3 \| \| \| \| \| 15 \| \| 4 \| Will Brown Chaz Mostert Daniel Serra \| Ferrari \| 4 \| \| \| \| \| 12 \| \| 5 \| Lucas Auer Maximilian Götz Jayden Ojeda \| Mercedes-AMG \| 5 \| \| \| \| \| 10 \| \| 6 \| Matt Campbell Ayhancan Güven Alessio Picariello \| Porsche \| 6 \| \| \| \| \| 8 \| \| 7 \| Ian James Ross Gunn Zacharie Robichon \| Mercedes-AMG \| 7 \| \| \| \| \| 6 \| \| 8 \| Jaxon Evans Alessio Rovera Brad Schumacher Elliot Schutte \| Ferrari \| 8 \| \| \| \| \| 4 \| \| 9 \| Laurin Heinrich Morris Schuring Sam Shahin Yasser Shahin \| Porsche \| 9 \| \| \| \| \| 2 \| \| 10 \| James Koundouris Theo Koundouris David Russell Luke Youlden \| Mercedes-AMG \| 10 \| \| \| \| \| 1 \| \| - \| Maro Engel Mikaël Grenier Maxime Martin \| Mercedes-AMG \| Ret \| \| \| \| \| 0 \| \| - \| Stephen Grove Brenton Grove Fabian Schiller \| Mercedes-AMG \| Ret \| \| \| \| \| 0 \| \| - \| Craig Lowndes Thomas Randle Cameron Waters \| Mercedes-AMG \| Ret \| \| \| \| \| 0 \| \| Pos. \| Driver \| Manufacturer \| BAT \| NÜR \| SPA \| SUZ \| IND \| Points \| | Gras – Pole position Italique – Meilleur tour               |              |     |     |     |     |     |        |
| Pos. | Pilotes                                                     | Constructeur | BAT | NÜR | SPA | SUZ | IND | Points |
| 1 | Augusto Farfus Kelvin van der Linde Sheldon van der Linde   | BMW          | 1   |     |     |     |     | 25     |
| 2 | Raffaele Marciello Valentino Rossi Charles Weerts           | BMW          | 2   |     |     |     |     | 18     |
| 3 | Jules Gounon Kenny Habul Luca Stolz                         | Mercedes-AMG | 3   |     |     |     |     | 15     |
| 4 | Will Brown Chaz Mostert Daniel Serra                        | Ferrari      | 4   |     |     |     |     | 12     |
| 5 | Lucas Auer Maximilian Götz Jayden Ojeda                     | Mercedes-AMG | 5   |     |     |     |     | 10     |
| 6 | Matt Campbell Ayhancan Güven Alessio Picariello             | Porsche      | 6   |     |     |     |     | 8      |
| 7 | Ian James Ross Gunn Zacharie Robichon                       | Mercedes-AMG | 7   |     |     |     |     | 6      |
| 8 | Jaxon Evans Alessio Rovera Brad Schumacher Elliot Schutte   | Ferrari      | 8   |     |     |     |     | 4      |
| 9 | Laurin Heinrich Morris Schuring Sam Shahin Yasser Shahin    | Porsche      | 9   |     |     |     |     | 2      |
| 10 | James Koundouris Theo Koundouris David Russell Luke Youlden | Mercedes-AMG | 10  |     |     |     |     | 1      |
| - | Maro Engel Mikaël Grenier Maxime Martin                     | Mercedes-AMG | Ret |     |     |     |     | 0      |
| - | Stephen Grove Brenton Grove Fabian Schiller                 | Mercedes-AMG | Ret |     |     |     |     | 0      |
| - | Craig Lowndes Thomas Randle Cameron Waters                  | Mercedes-AMG | Ret |     |     |     |     | 0      |
| Pos. | Driver                                                      | Manufacturer | BAT | NÜR | SPA | SUZ | IND | Points |

## Voir également
- Coupe d'Endurance GT World Challenge Europe 2025